# Ступица, Мира

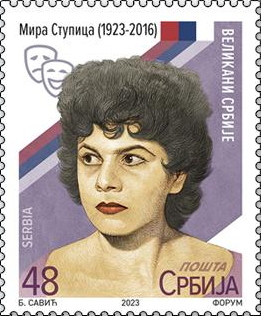
Почтовая марка Сербии, приуроченная к столетию со дня рождения югославской и сербской актрисы театра, кино и телевидения Миры Ступицы, 2023

Мирослава «Мира» Ступица урождённая - Тодорович (серб. Мирослава Мира Ступица; 17 августа 1923, Гнилане, Королевство сербов, хорватов и словенцев (сейчас Косово и Метохия, Сербия) — 19 августа 2016, Белград, Сербия) — югославская сербская актриса

 театра, кино и телевидения,

## Биография
Родилась в семье  преподавателей гимназии. Сестра Боры Тодоровича.
Начала выступать ещё школьницей в самодеятельном театре. В 1940 г. закончила актёрскую студию Художественного театра в Белграде. С 1941 года - актриса Национального театра Белграда. Во время и после Второй мировой войны  играла в театрах в Шабаце (1943–1945) и Нише (1945–1947), после чего вернулась в Национальный театр в Белграде.
В 1948 - 1955 и в 1957 - 1963 годах - актриса Югославского драматического театра в Белграде, в 1955 - 1957 годах - хорватского Национального театра в Загребе. С 1964 года - актриса Национального театра Белграда.
Была известна своей богатой экспрессией, эмоциональностью и вдохновляющим темпераментом, а также обладала универсальными способностями к актёрскому мастерству, что позволяло ей в равной степени играть как драматические, так и комедийные роли и успешно преодолевать барьеры между жанрами. 
Мастер перевоплощения, М. Ступица создала разнообразные образы: Лючета ("Кьоджинские перепалки" Гольдони), Дунька ("Любовь Яровая"), Петрунела ("Дундо Маройе" Држича), Негина ("Таланты и поклонники"), Глафира ("Егор Булычов и другие"), Лауренсия ("Фуэнтеовехуна"), Василиса ("На дне"), Мелита ("Леда" Крлежи) и др.
Снималась в кино. Сыграла в около 60 кино- и телефильмах, сериалах.
Трижды была замужем. В 1943 г. Вышла за популярного сербского актёра Миливоя «Мавида» Поповича (1909–94), который был на 14 лет старше её. В 1948 г. вышла за режиссёра Бояна Ступицу, а после его смерти (в 1970), в 1973–1993 годах – за Цвиетина Миятовича, председателя Президиума СФРЮ.
Умерла после инсульта.

## Избранная фильмография
- 2011 — Парад — бабушка Ольги
- 1973 — Смертельна весна
- 1971 — Завтрак с дьяволом — Ольга
- 1969 — Кровавая сказка
- 1968 —  Солнце чужого неба
- 1968 — Герои
- 1967 — Пальма среди пальм
- 1966 — Опечаленная родня — Сарка
- 1962 – Степь – Настасья
- 1964 — Мужская компания — Мирослава
- 1957 — Маленький человек — мать Миши
- 1956 — Сеть
- 1955 — Ханка
- 1954 — Загубленные жизни — Андя, хозяйка
- 1951 — Баконя фра-Брне — Маша

## Награды
- Золотая медаль «За заслуги» (2016 год, Сербия)[4].
- Медаль Белого ангела[серб.] (28 декабря 2001 года, Сербия и Черногория)[5]
- Премия Павле Вуйсича
- Премия Стерии за актёрские достижения
- Статуэтка Йоакима Вуича